# I have great desire, My desire is great
I have great desire, My desire is great (dt. etwa: Ich habe großes Verlangen, mein Verlangen ist großartig) ist ein in der englischen Stadt Brighton befindliches Kunstwerk im öffentlichen Raum von Naoimh Looney. Die 2008 geschaffene Arbeit versteht sich als temporäre Installation, will den Betrachter ansprechen und nimmt hintergründig Bezug zur Stadt.

## Gegenstand

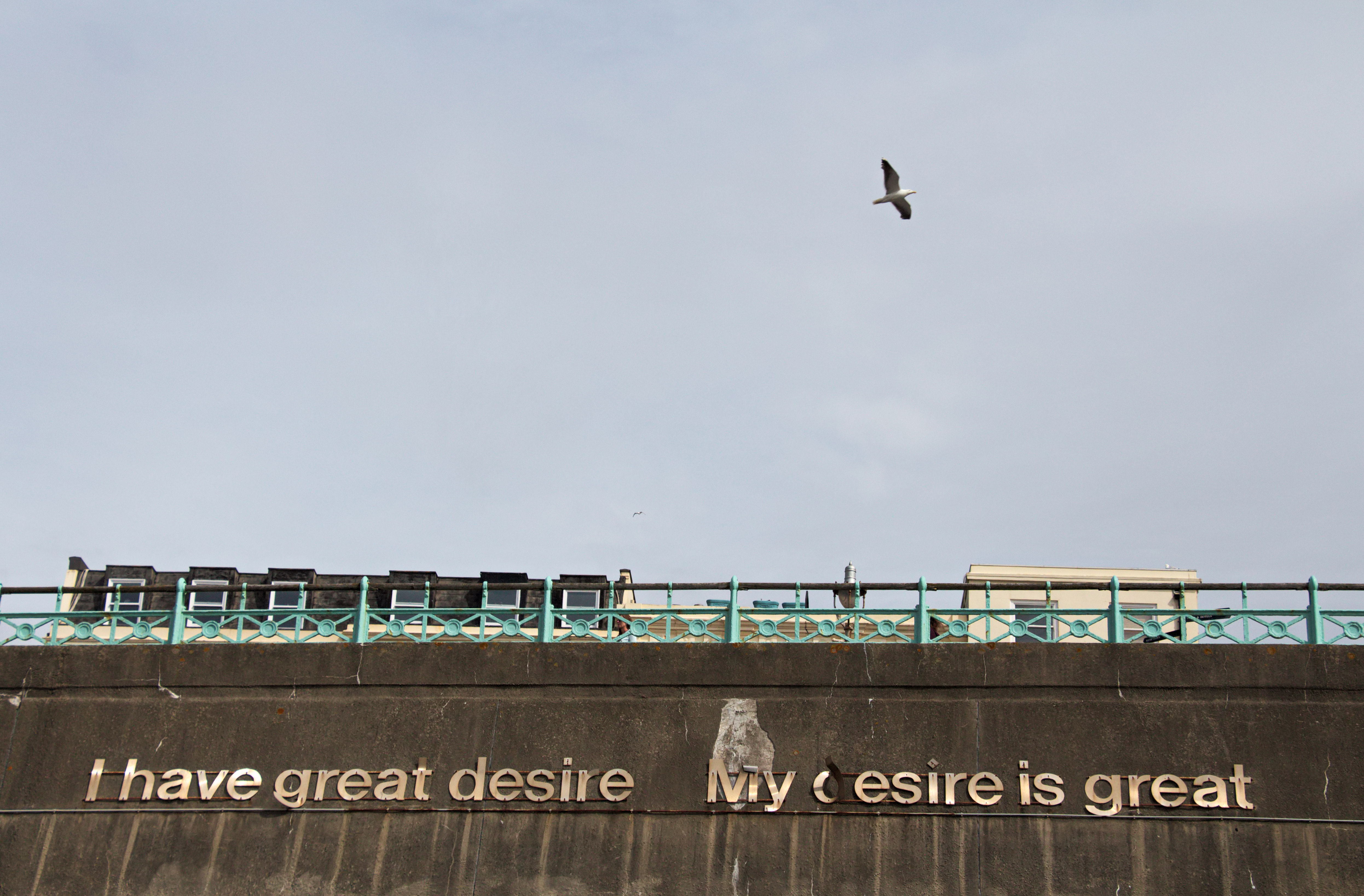
I have great desire My desire is great (August 2016)

Das Kunstwerk existiert in Form von Stahl-Lettern, die in Gestalt von Druckbuchstaben in einer Zeile die beiden aneinandergereihten Sätze bilden. Montiert wurden die Metallbuchstaben wenig östlich des Stadtzentrums von Brighton an der Küstenstraße Madeira Drive weithin sichtbar auf einer Stützmauer zur oberhalb gelegenen Straße Marine Parade.

## Bedeutung

### Wörtliche Bedeutung
Die Phrase I have great desire, my desire is great ist hinsichtlich ihrer wörtlichen Bedeutung mehrfach interpretierbar, da in den beiden Verwendungen des Wortes great verschiedene Bedeutungen vorliegen oder vorliegen können: zum einen ‚groß‘ im Sinne von ‚beträchtlich, stark, sehr‘, zum anderen ‚großartig‘ im Sinne von ‚bedeutsam, wichtig‘ wie auch im Sinne von ‚super, toll, klasse‘.
Aufmerksamkeit erregt die Aussage auch insofern, als die gemeinsame Verwendung (Kollokation) der beiden Wörter great und desire nicht ihrer vorrangigen Gebrauchsweise entspricht. Eher wird zum Ausdruck eines großen Verlangens das Adjektiv strong (a strong desire, ‚ein starkes Verlangen‘) verwendet.

### Wirkabsicht
Die Metallbuchstaben reflektieren den Himmel in Richtung des Meeres und der an der Straße vorübergehenden Menschen. Der Aussage in Ich-Form ist kein bestimmter Sprecher zuzuordnen, sodass sich jeder Betrachter, zusammen mit dem spiegelnden Charakter des Metalls, von den anonym geäußerten Worten angesprochen fühlen kann. Die Aussage soll jeden an seine eigenen Wünsche und Verlangen erinnern.
Die Metallbuchstaben sollen zur Weite des Meeres hin auch sinnbildlich die Stadt und ihre Bewohner widerspiegeln. Brighton gilt historisch als mondänes Seebad und ist heute allgemein beliebtes und vielbesuchtes Reise- und Ausflugsziel. Zudem ist die Stadt derzeit ein Sammelbecken für nicht an der mehrheitlichen Heterosexualität orientierte Menschen (LGBT). Auch hat das Wort desire in einer Bedeutungsvariante eine stark sexuelle Konnotation. Damit soll die allgemeine Vielfalt von sexuellen Verlangen von Menschen angesprochen werden.
Mit in Betracht zieht man auch den zeitlichen Faktor. Der nicht ausbleibende Verfall der metallenen Buchstaben wird als Absorption in die Umgebung interpretiert. So war auch der spiegelnde Charakter des Metalls bereits nach zumindest acht Jahren verblasst.

## Nachweise
- Stadtverwaltung von Brighton & Hove: Public art: I have a great desire, My desire is great

1. ↑  Zu den Bedeutungen von great vgl. zweisprachige Wörterbücher sowie die Übersetzungen auf www.dict.cc und dict.leo.org.
2. 1 2  Zu den Bedeutungen und zum typischen Gebrauch von desire vgl. die Angaben in den auf korpuslinguistischer Analyse von Sprachdaten basierenden Wörterbüchern Collins Cobuild Learner's Dictionary, second edition, Glasgow: Harper Collins 2003, ISBN 0-00-712640-9 und merriam webster.
3. ↑  Besichtigung des Kunstwerks im August 2016.

Koordinaten: 50° 49′ 8″ N, 0° 7′ 52″ W